# Serravalle a Po
Serravalle a Po (lombardul: Seravàl) település Olaszországban, Lombardia régióban, Mantova megyében. Lakosainak száma 1425 fő (2023. január 1.). Serravalle a Po Gazzo Veronese, Ostiglia, Borgo Mantovano, Quingentole és Sustinente községekkel határos.

## Népesség
A település lakossága az elmúlt években az alábbi módon változott:
| Lakosok száma | 1498 | 1497 | 1425 |
|               | 2017 | 2018 | 2023 |